# Lista gwiazd zagranicznych Sopot Festival

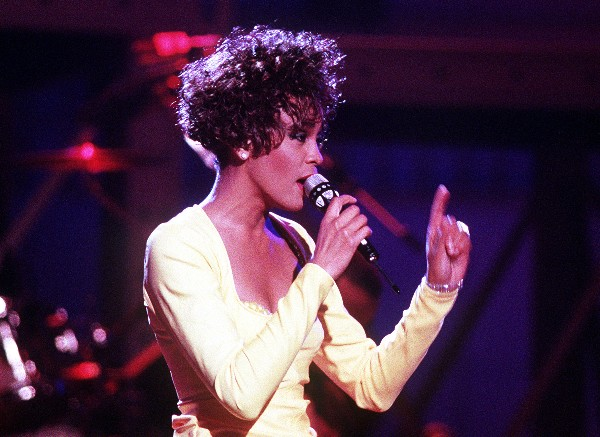
Whitney Houston - gwiazda Sopot Festival 1999

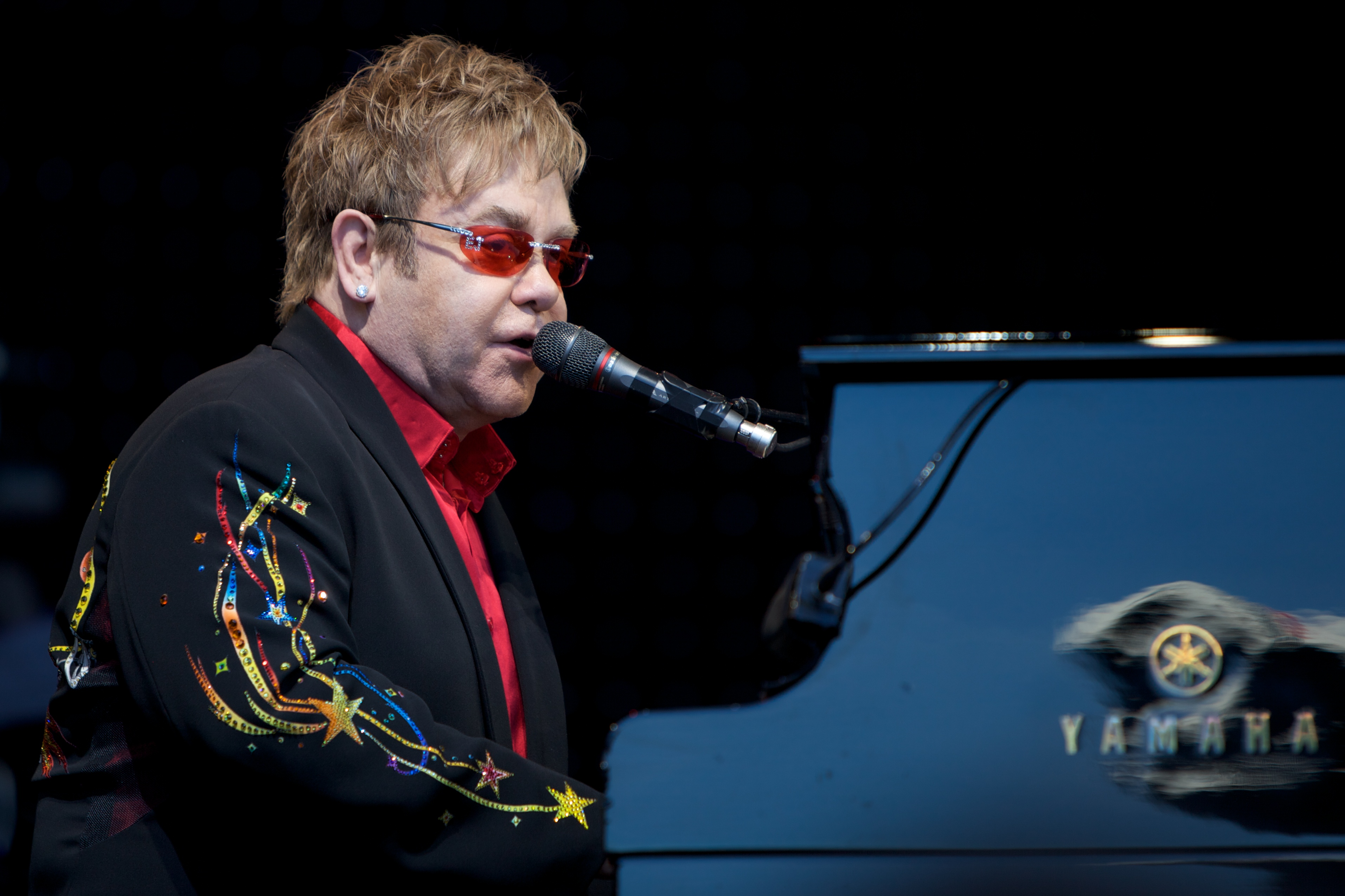
Elton John – gwiazda Sopot Festival 2006

Lista gwiazd zagranicznych Sopot Festival – lista artystów zagranicznych, którzy brali udział w międzynarodowym festiwalu muzycznym Sopot Festival. Lista obejmuje zarówno artystów biorących udział w konkursie międzynarodowym, jak i specjalnie zaproszone na Sopot Festival gwiazdy spoza Polski, które brały udział w festiwalowych koncertach lub dawały odrębne recitale i koncerty w ramach Sopot Festival.
Tabela zawiera informacje o:
- numerze porządkowym edycji festiwalu
- dacie wydarzenia
- miejscu, w którym odbyła się dana edycja festiwalu
- uczestnikach poszczególnych edycji festiwalu spoza Polski

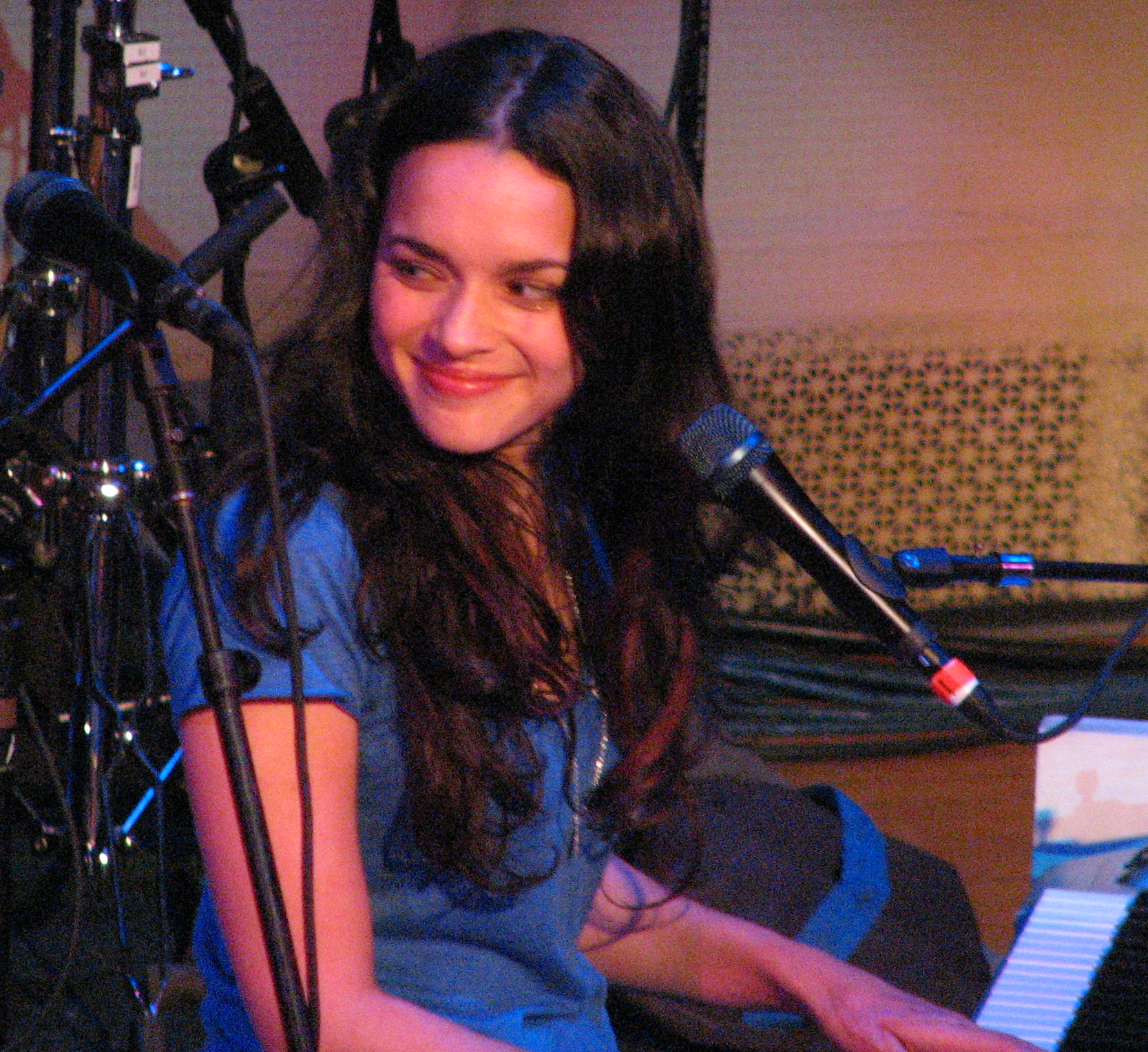
Norah Jones – gwiazda Sopot Festival 2007

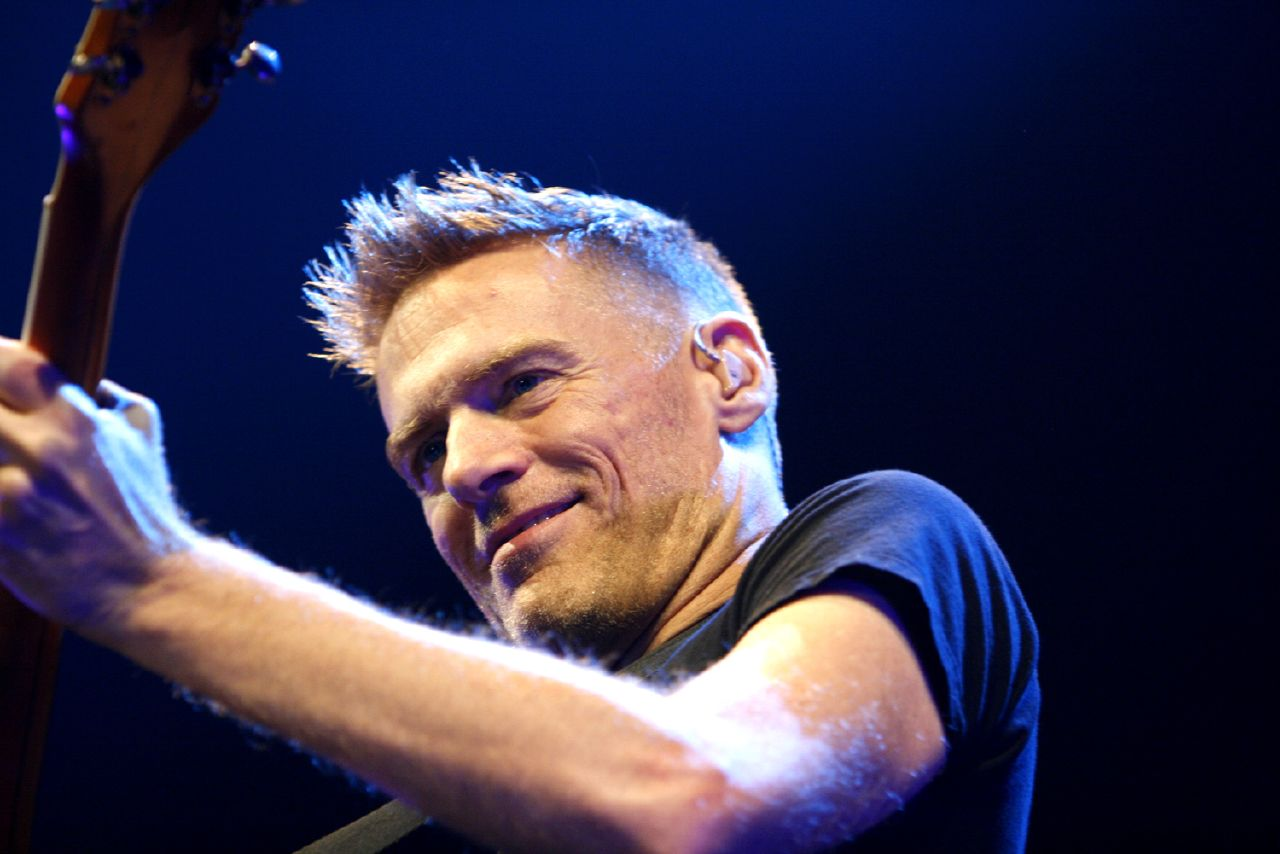
Bryan Adams – gwiazda Sopot Festival 2000

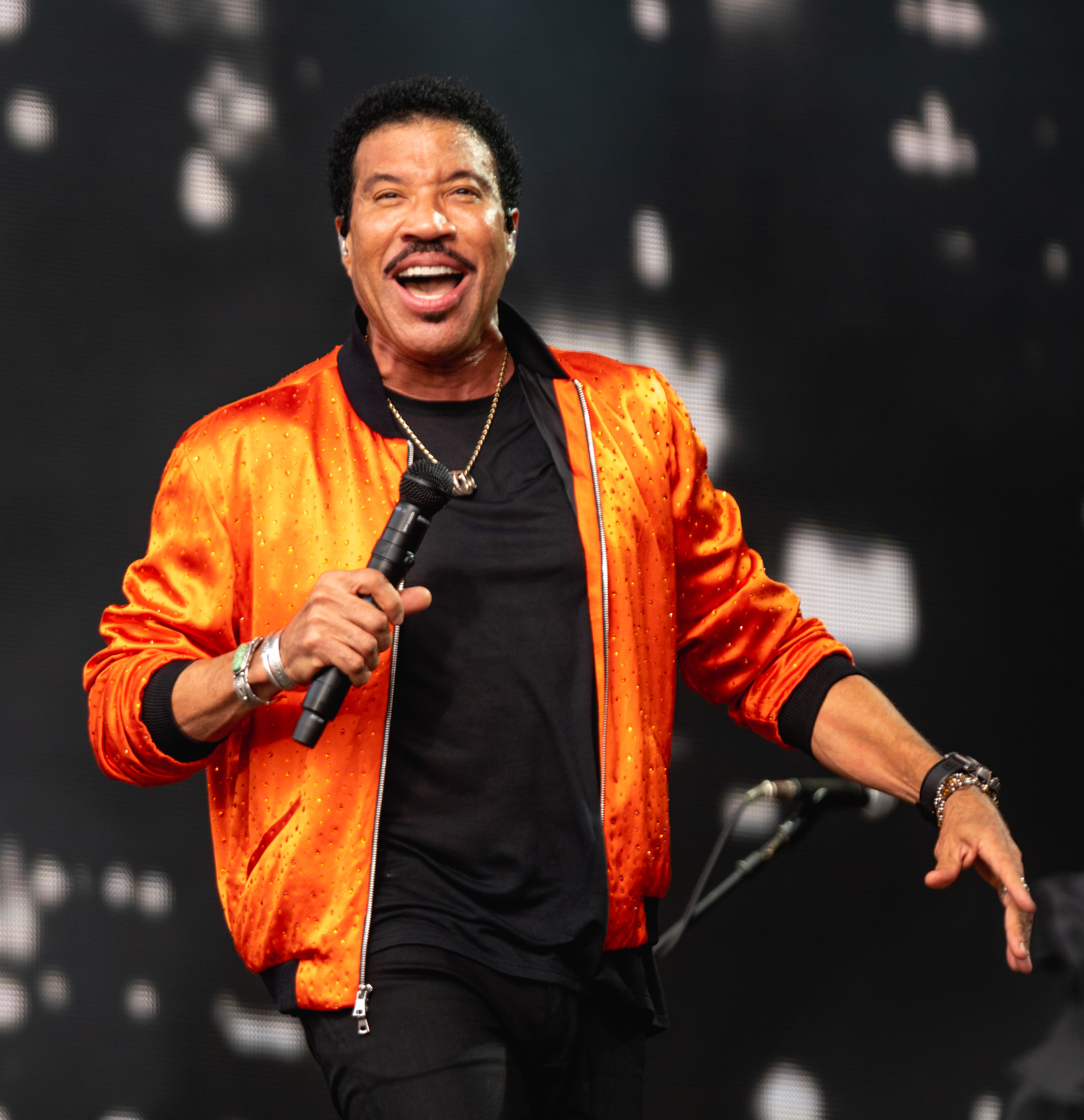
Lionel Richie – gwiazda Sopot Festival 1999

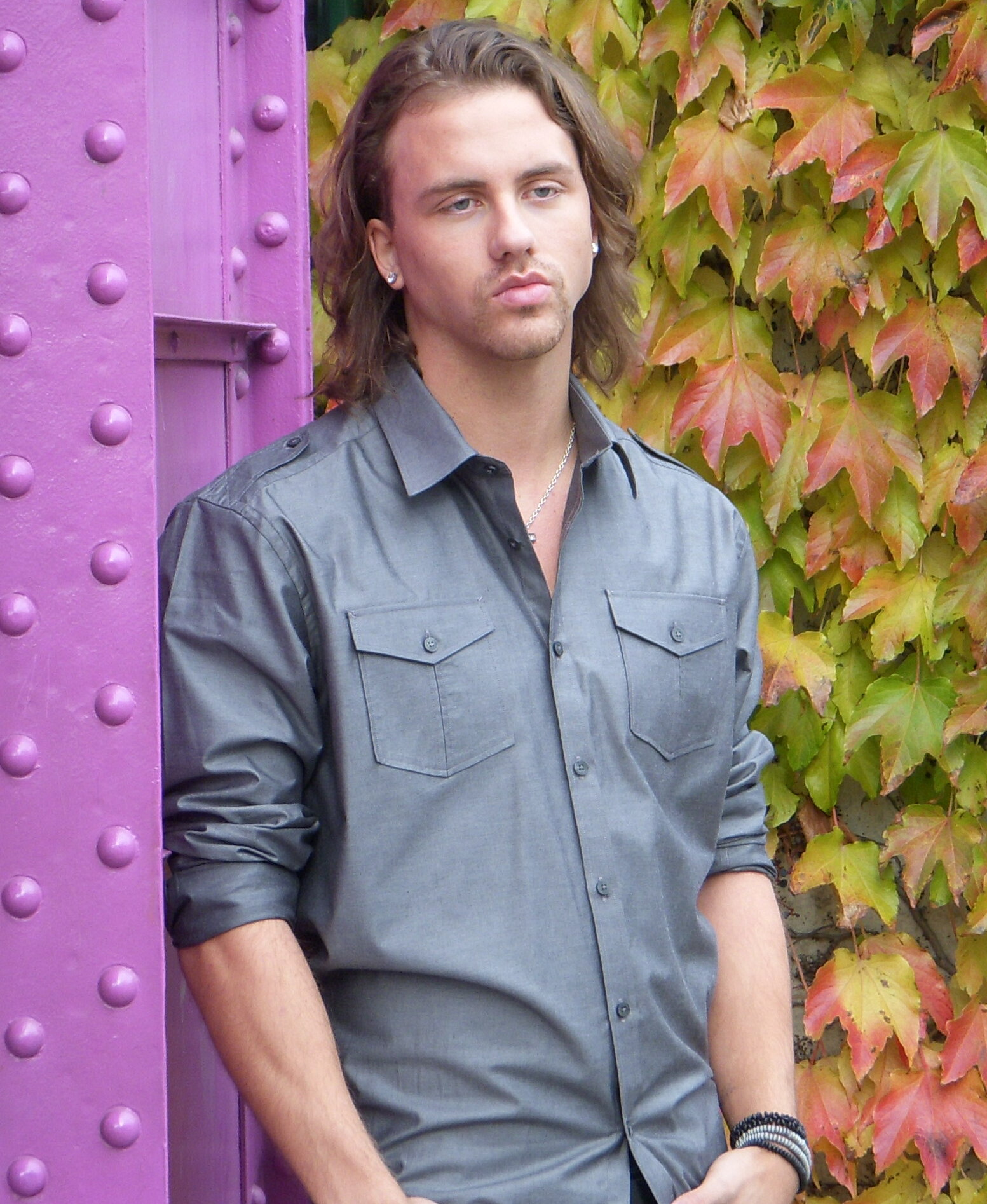
Josef Hedinger – gwiazda Sopot Festival 2009

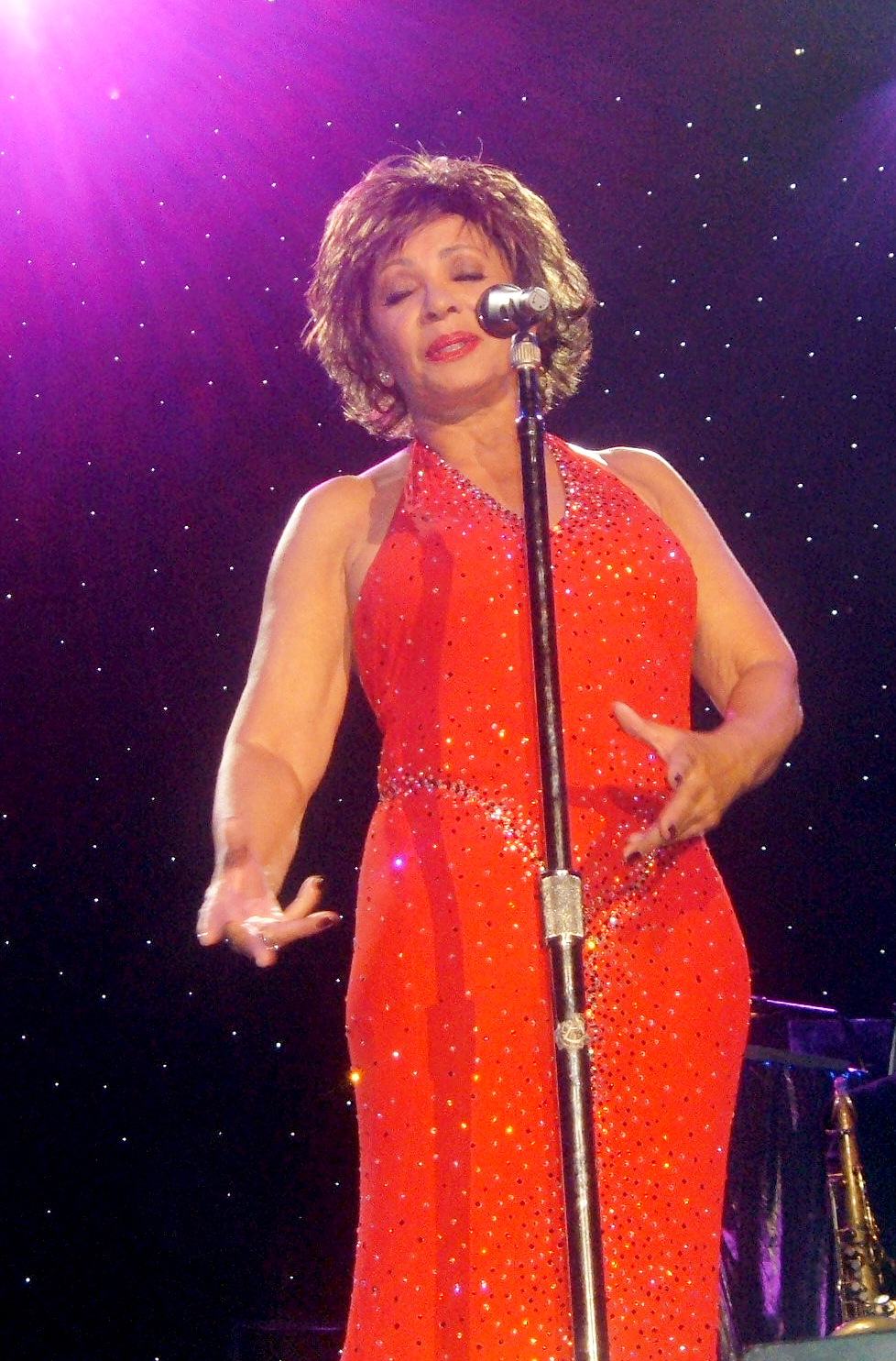
Shirley Bassey – gwiazda Sopot Festival 1985

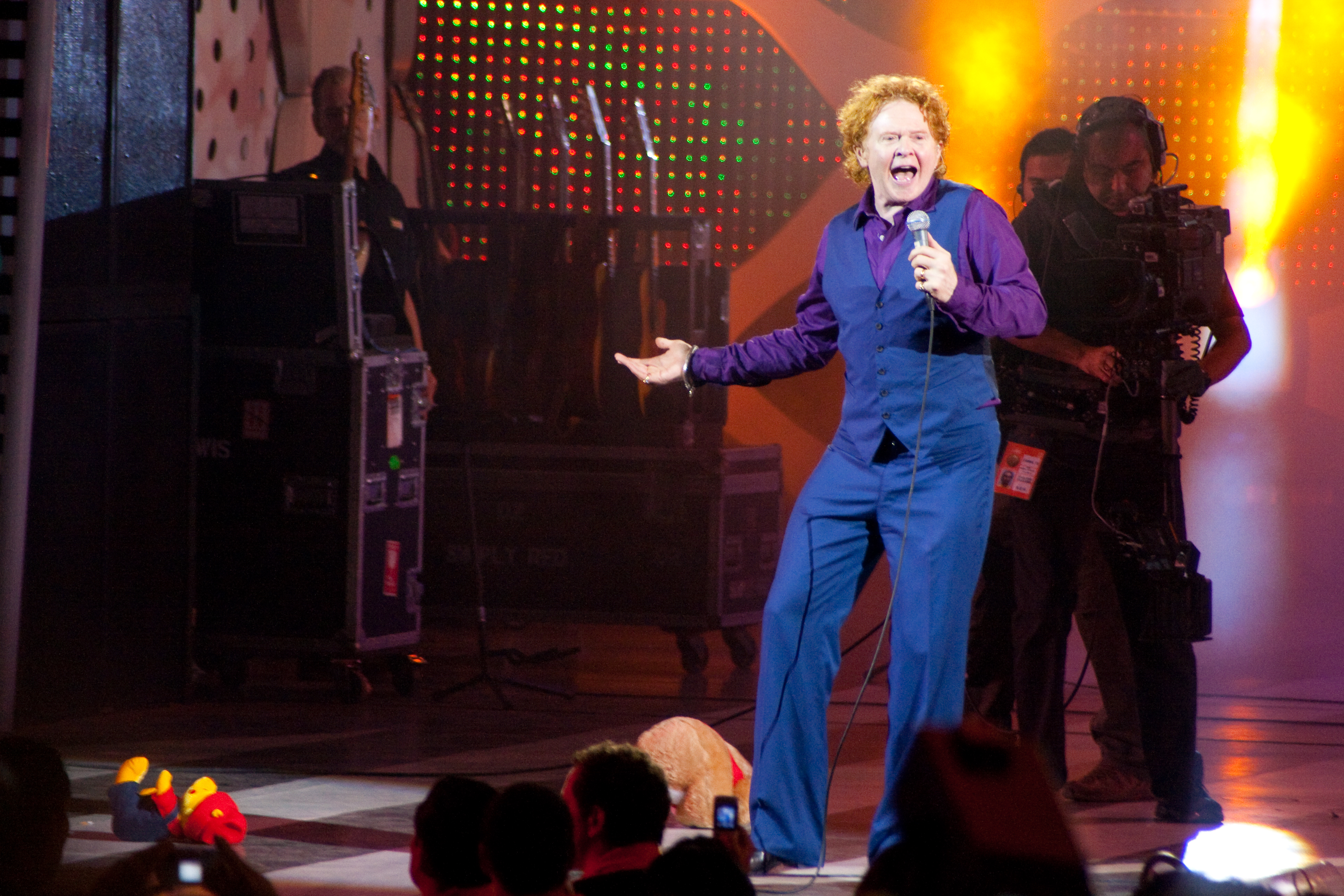
Simply Red – Gwiazda Sopot Festival 2005

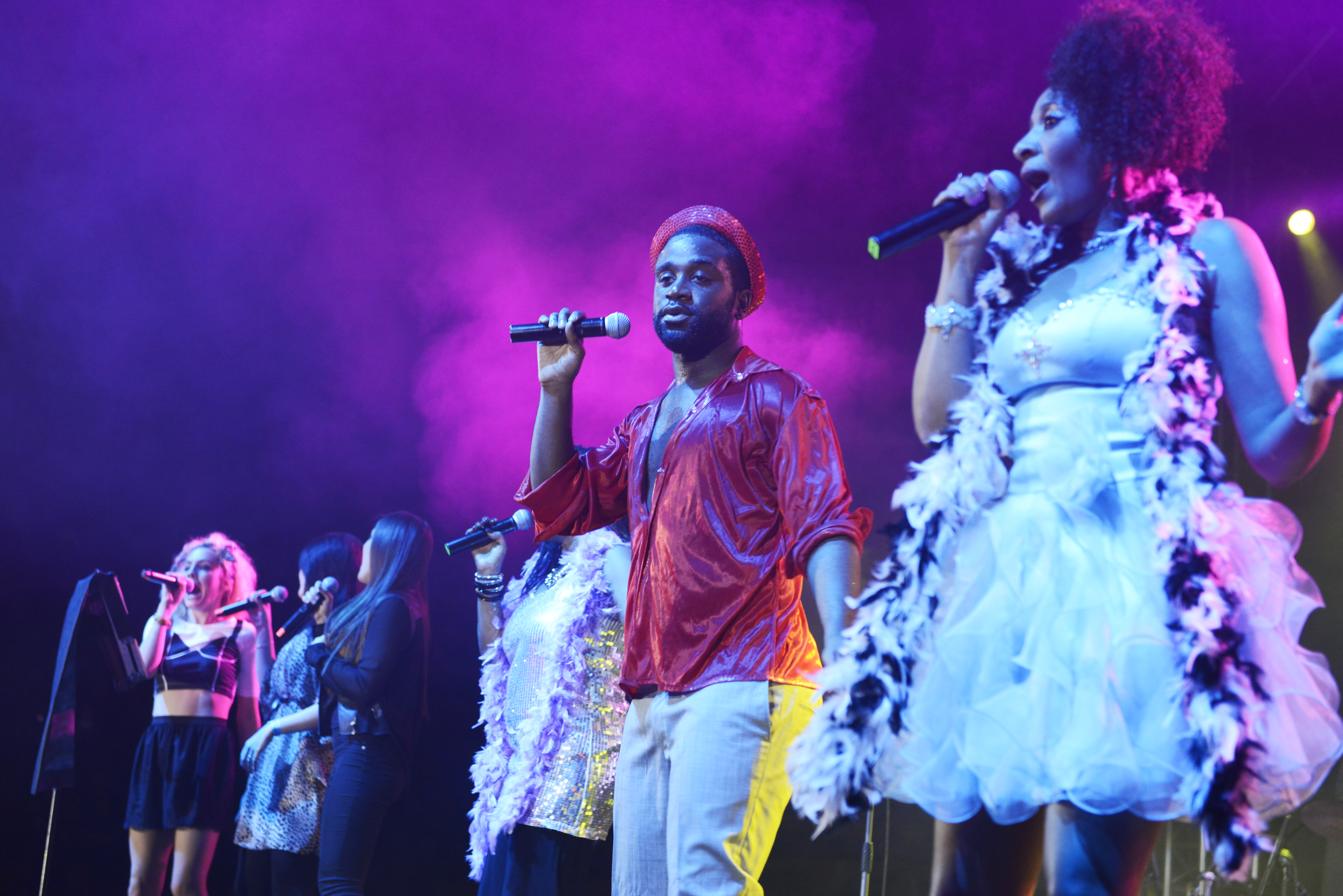
Boney M. – gwiazda Sopot Festival 1979 i 1993

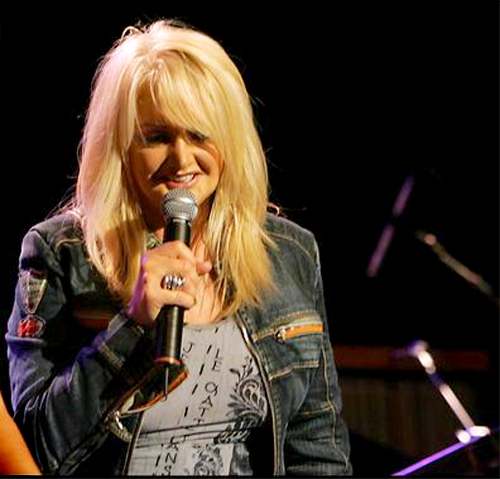
Bonnie Tyler – gwiazda Sopot Festival 1986 i 2019

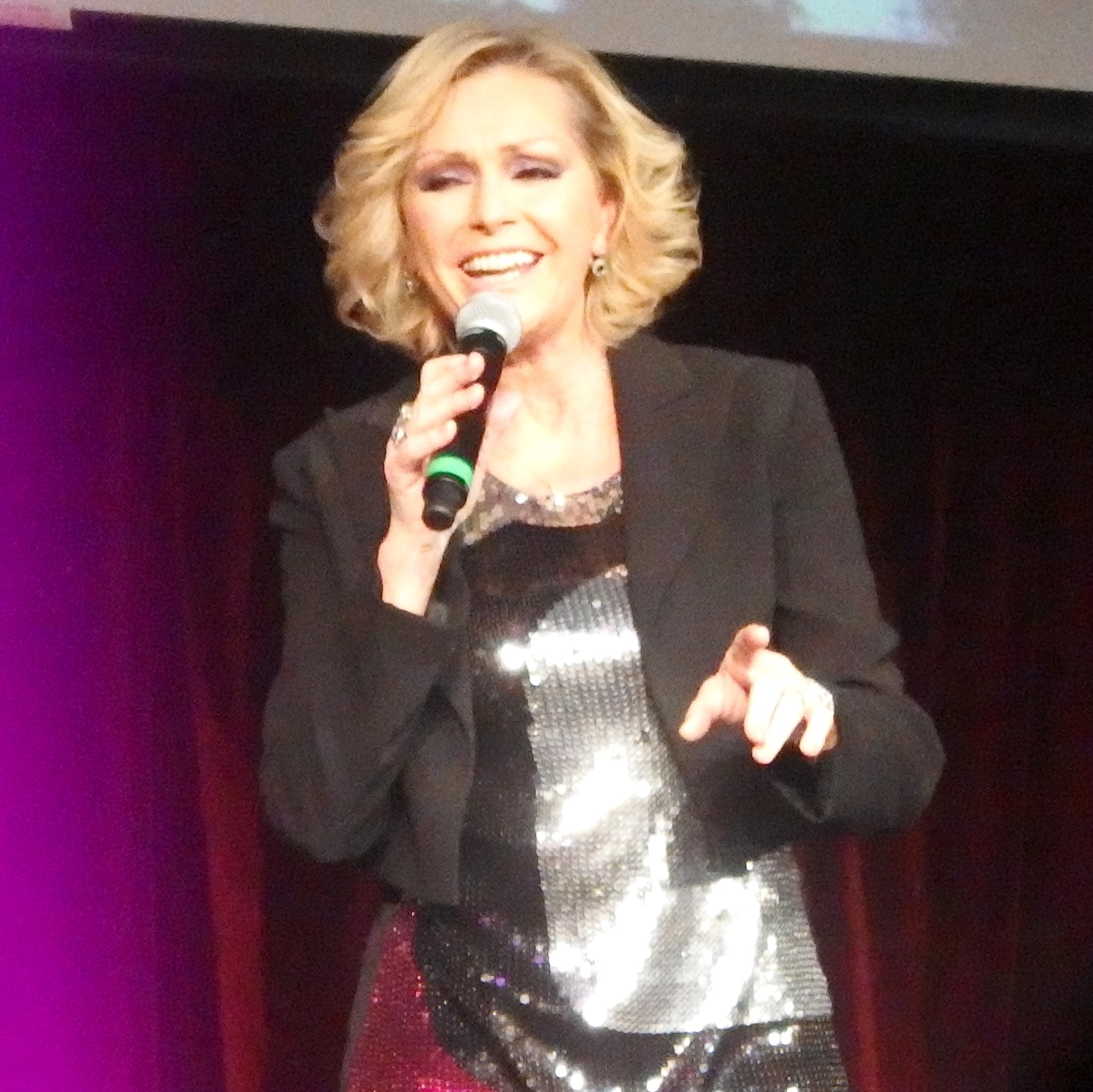
Helena Vondráčková – gwiazda Sopot Festival 1973, 1977, 1993, 2000, 2006, 2013 i 2025

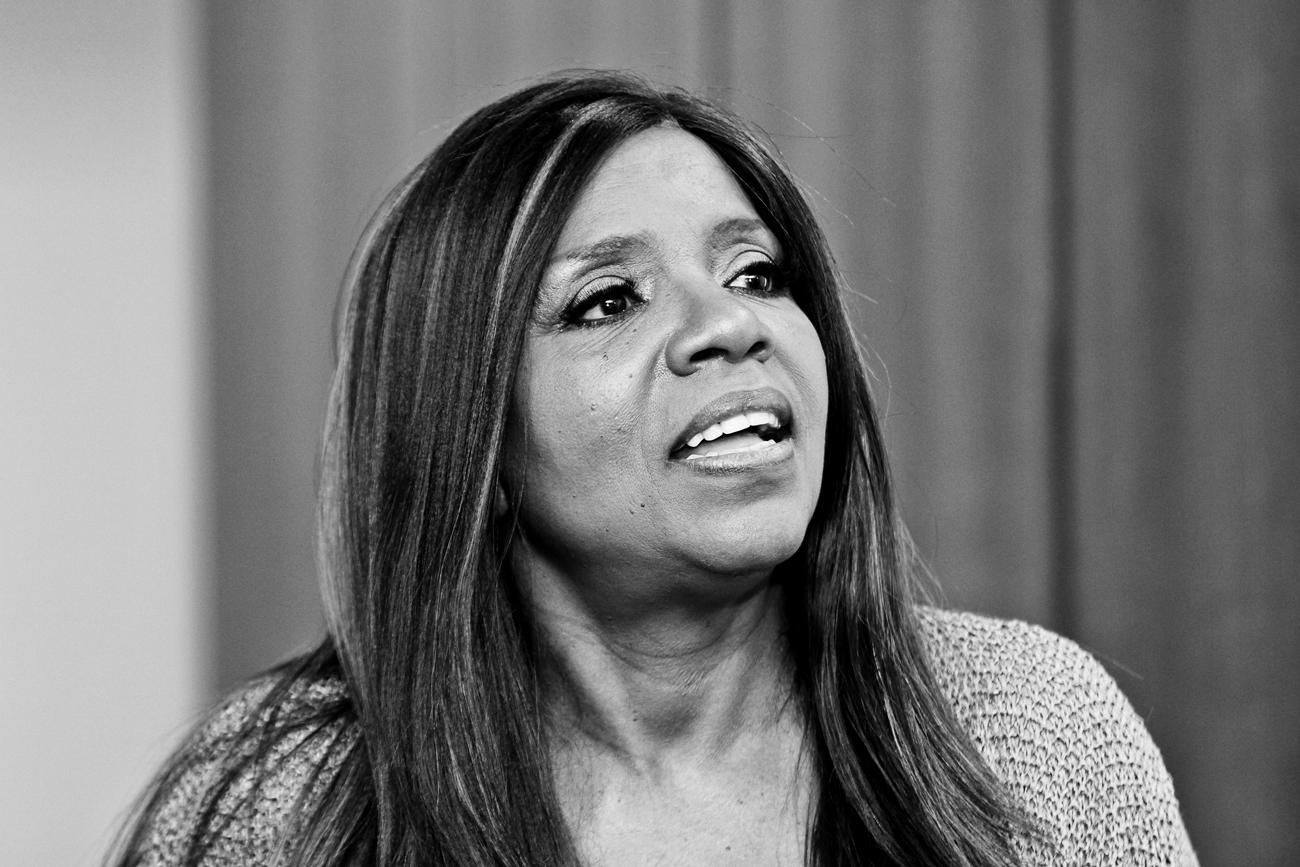
Gloria Gaynor – gwiazda Sopot Festival 1980 i 2007

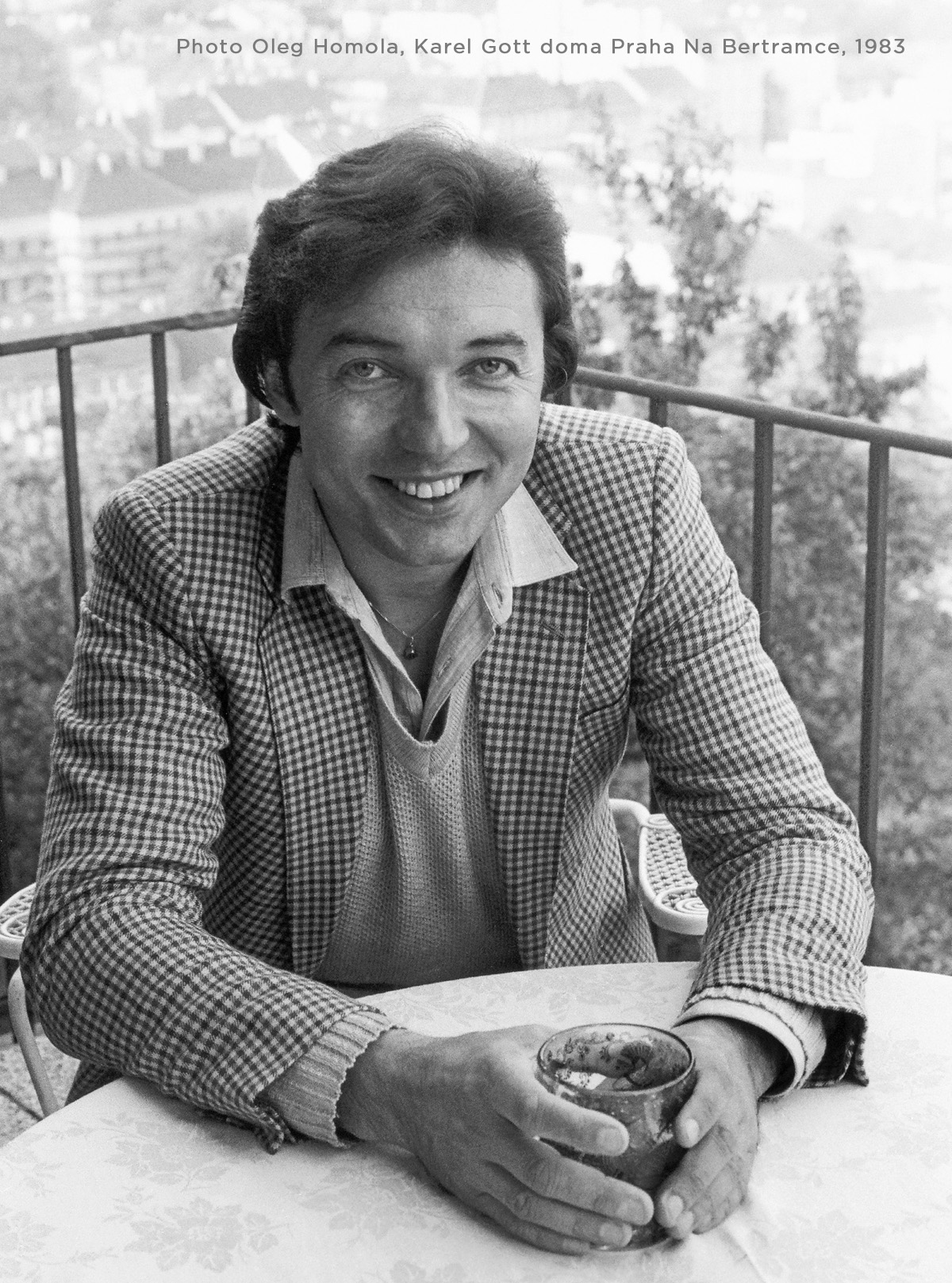
Karel Gott – gwiazda Sopot Festival 1964, 1975, 1986 i 2006

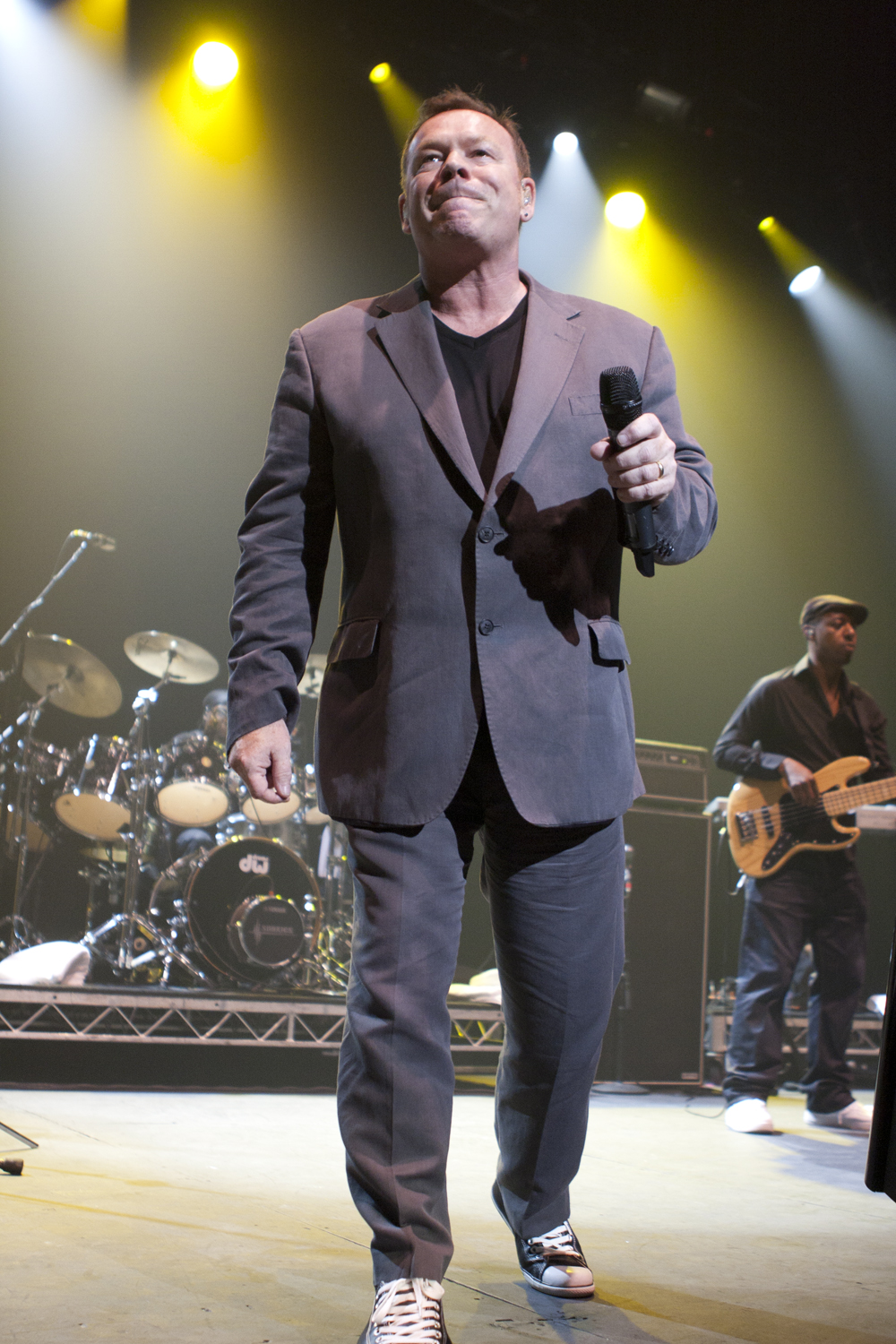
UB40 – gwiazda Sopot Festival 2001

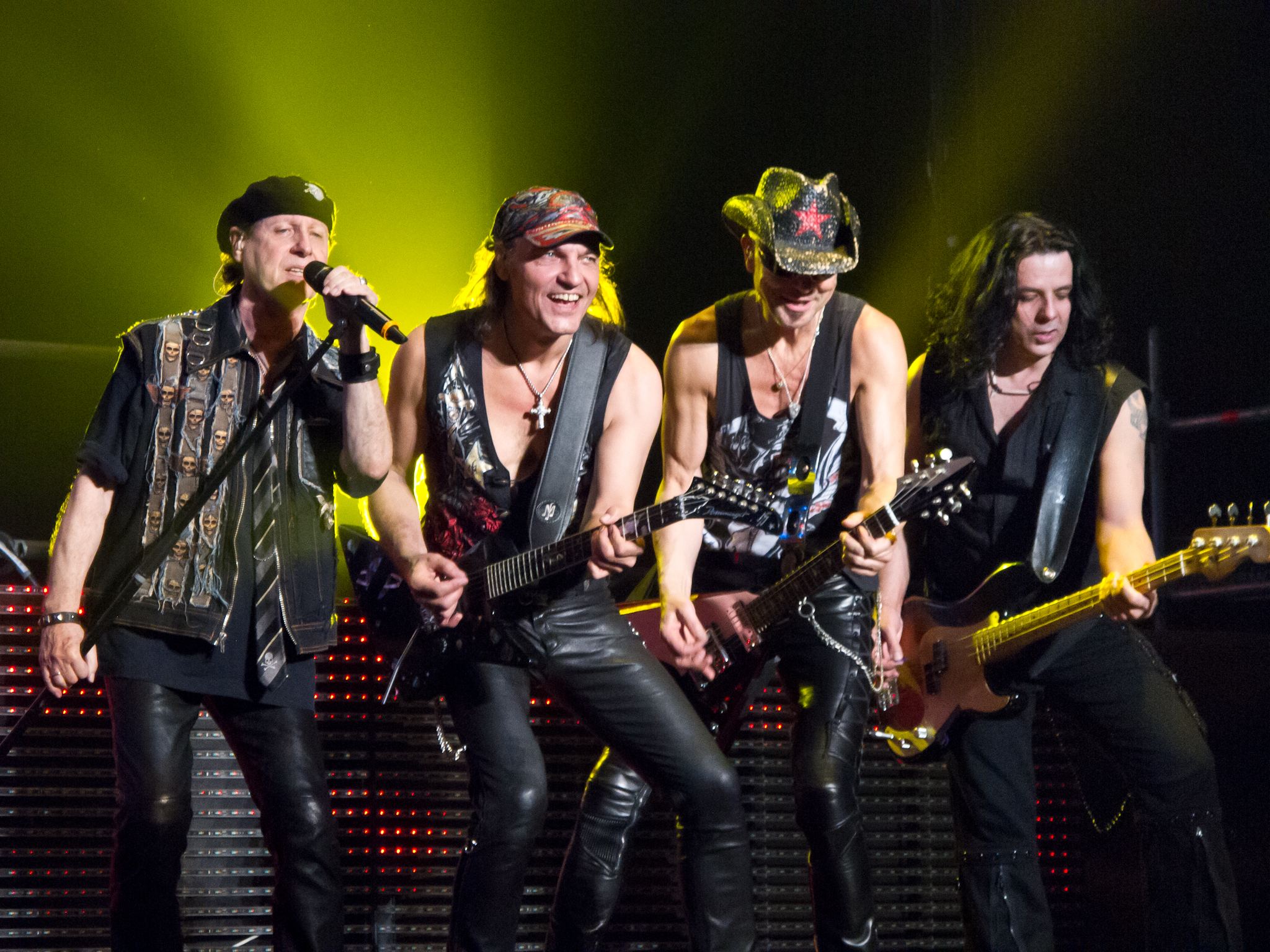
Scorpions – gwiazda Sopot Festival 2005

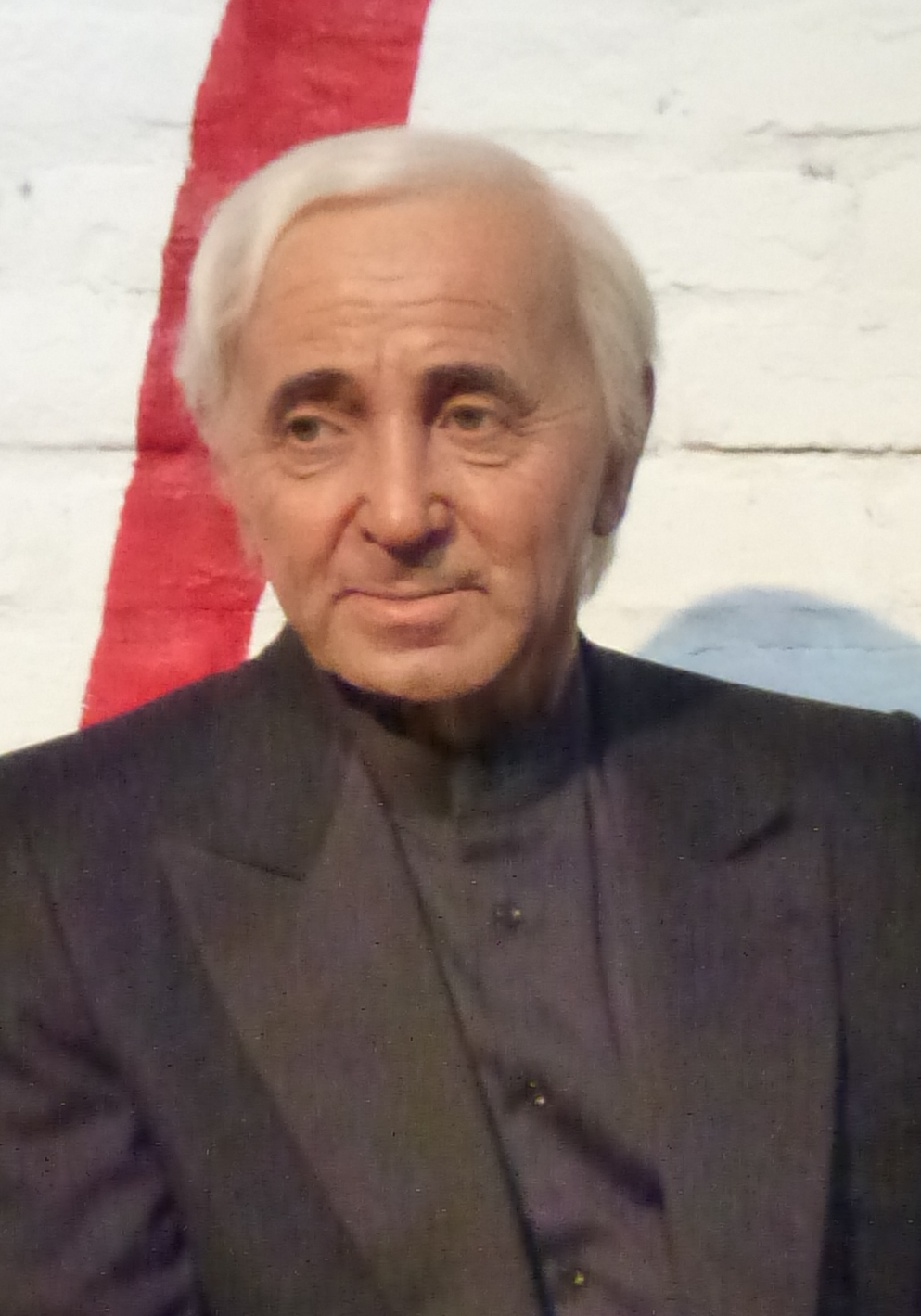
Charles Aznavour – gwiazda Sopot Festival 1984

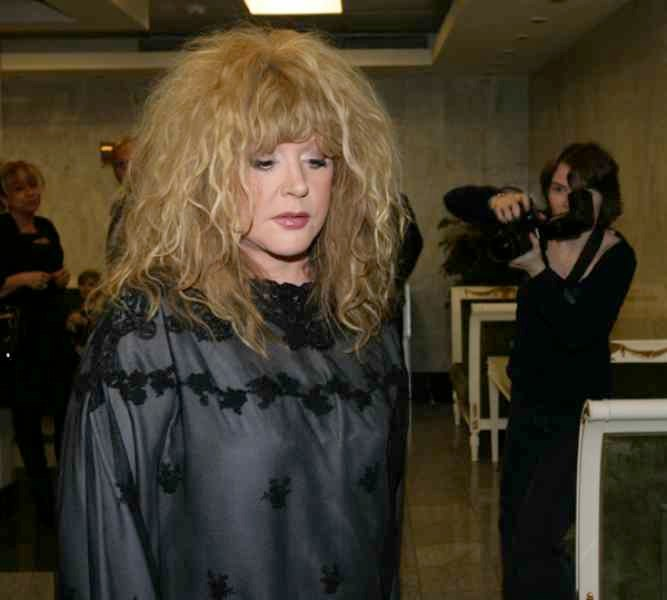
Ałła Pugaczowa – gwiazda Sopot Festival 1976, 1978 i 1979

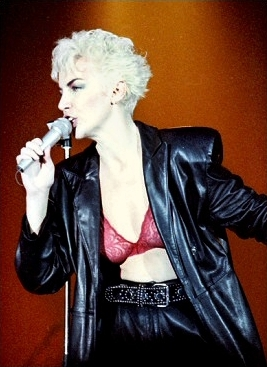
Annie Lennox – gwiazda Sopot Festival 1995

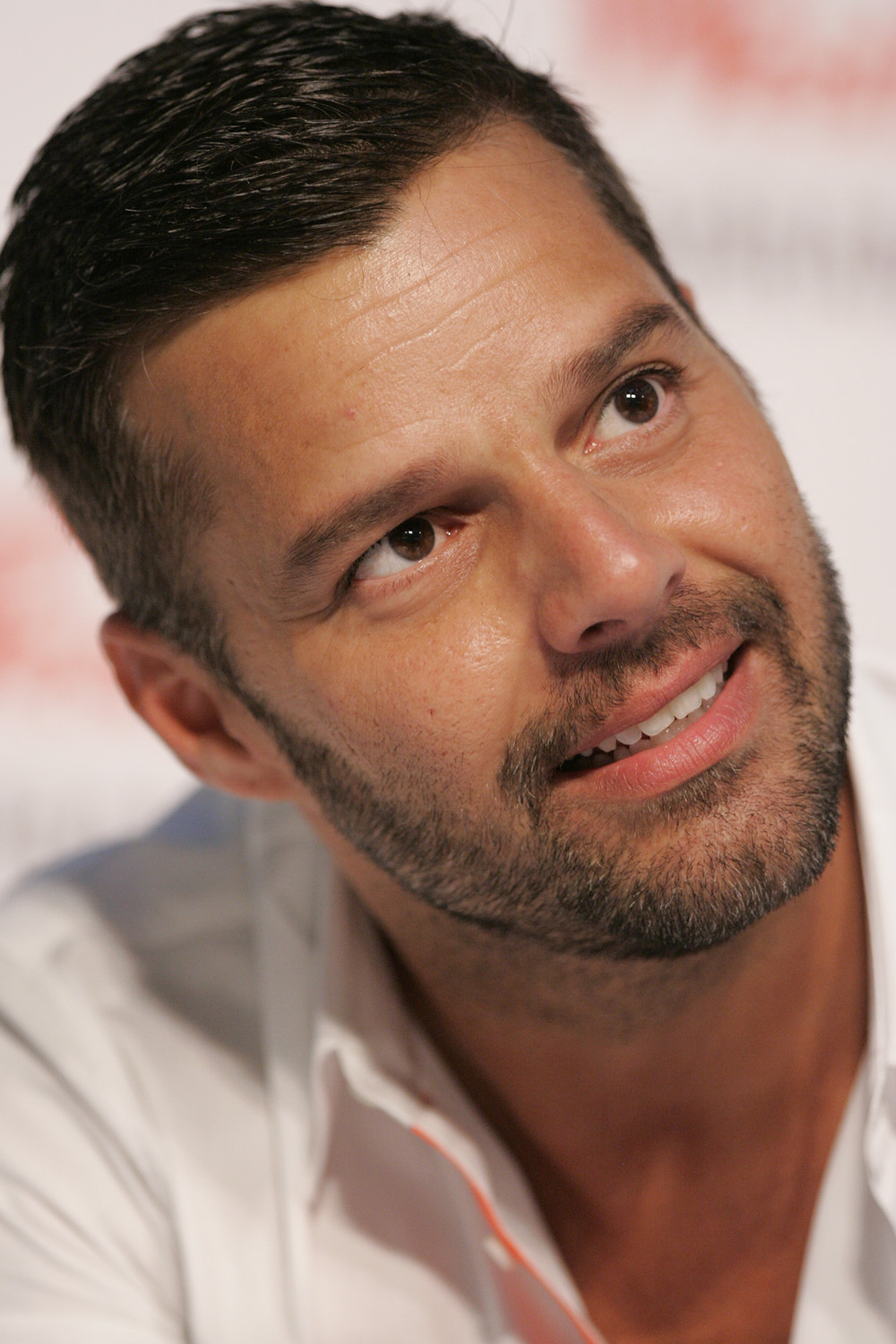
Ricky Martin – gwiazda Sopot Festival 2003

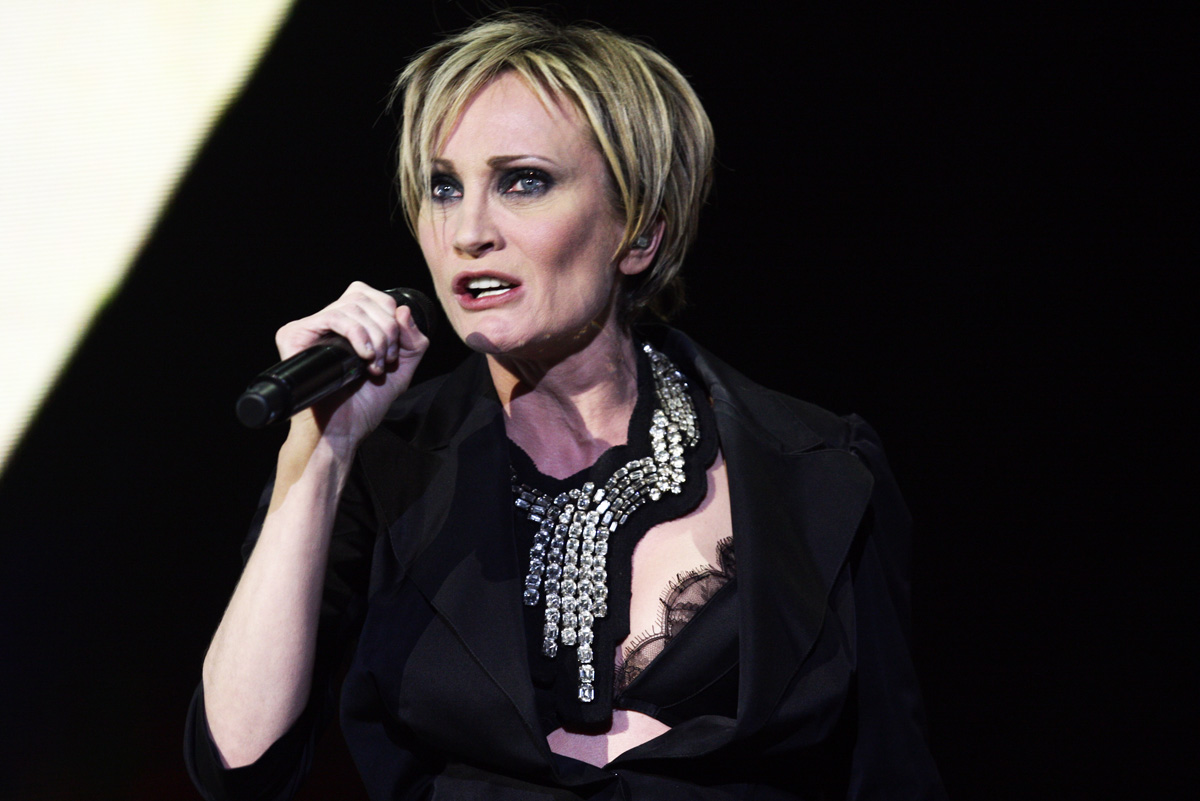
Patricia Kaas – gwiazda Sopot Festival 2004

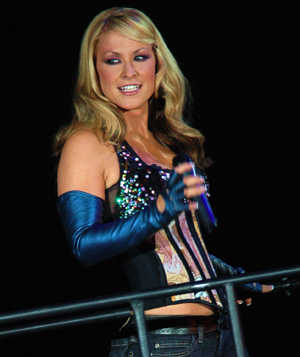
Anastacia – gwiazda Sopot Festival 2018

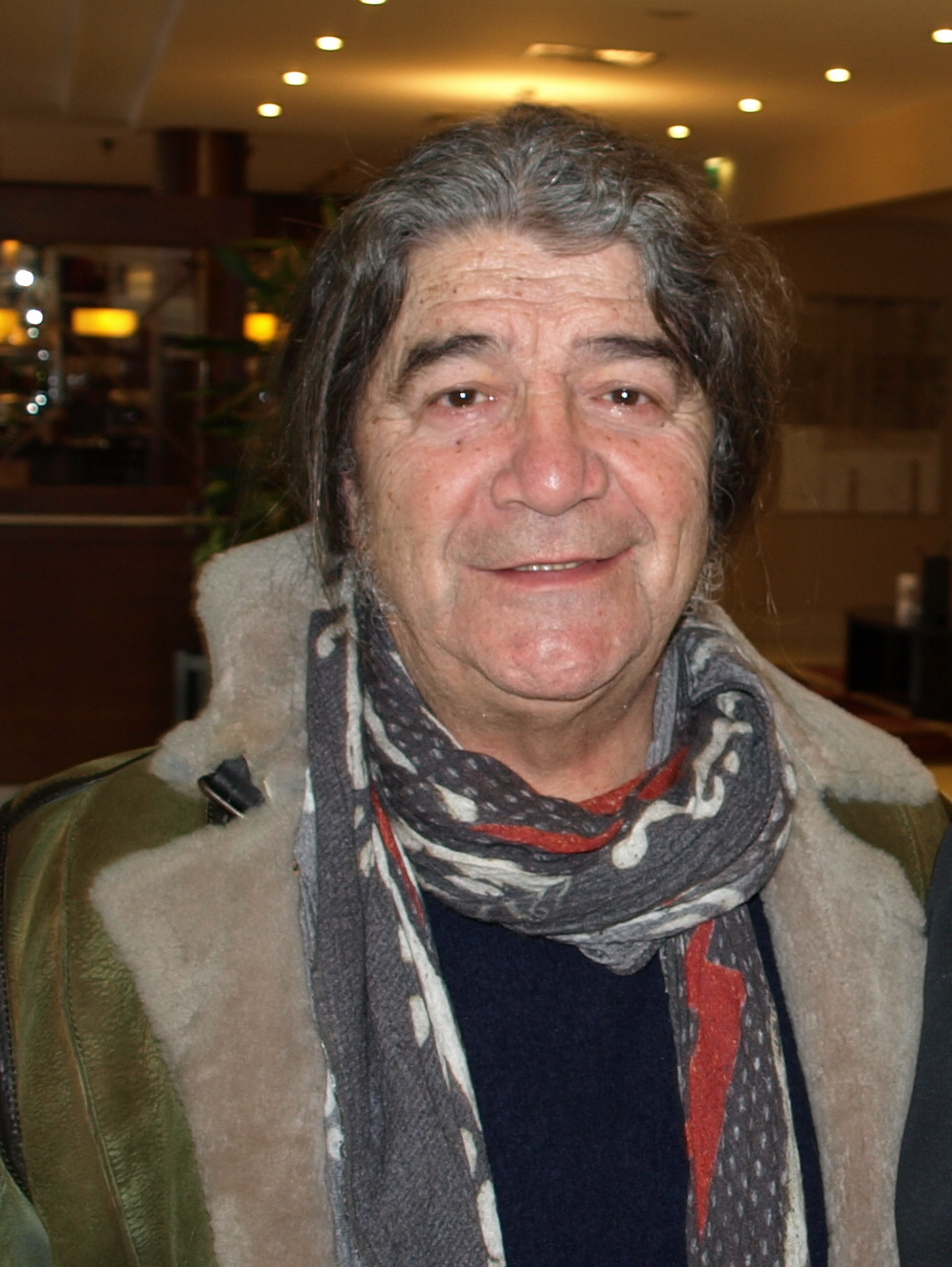
Drupi – gwiazda Sopot Festival 1978, 2000, 2006

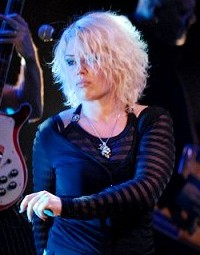
Kim Wilde – gwiazda Sopot Festival 1988, 1992 i 2008

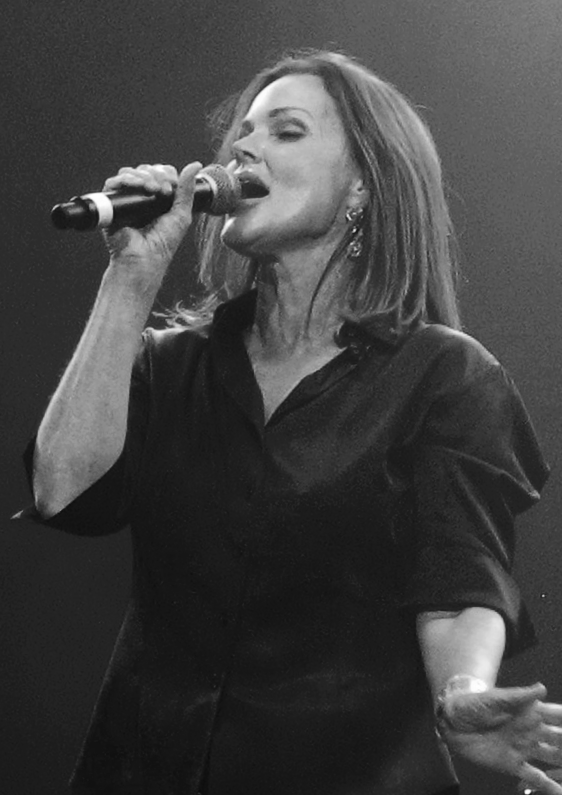
Belinda Carlisle – gwiazda Sopot Festival 2013

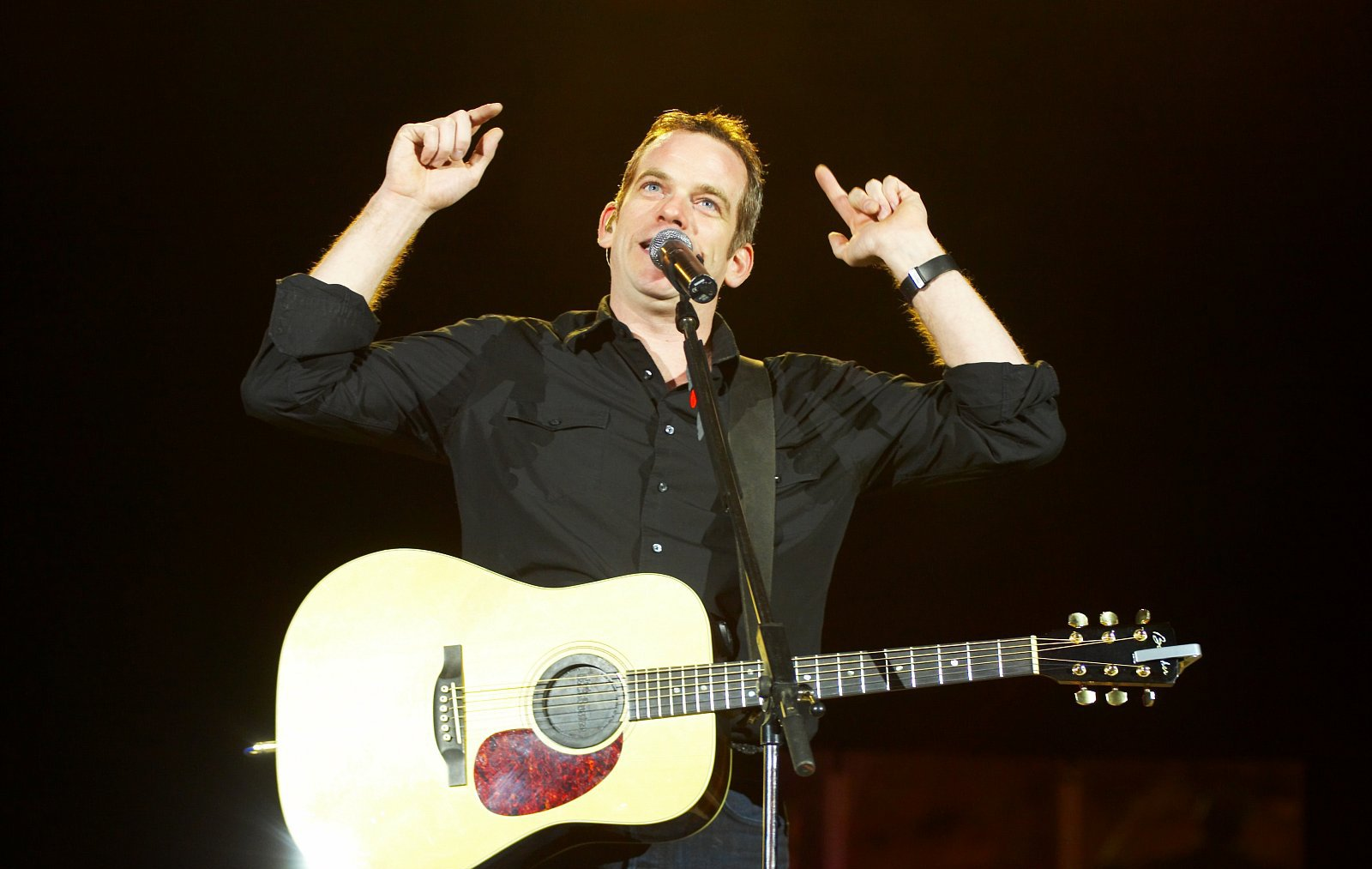
Garou – gwiazda Sopot Festival 2002 i 2014

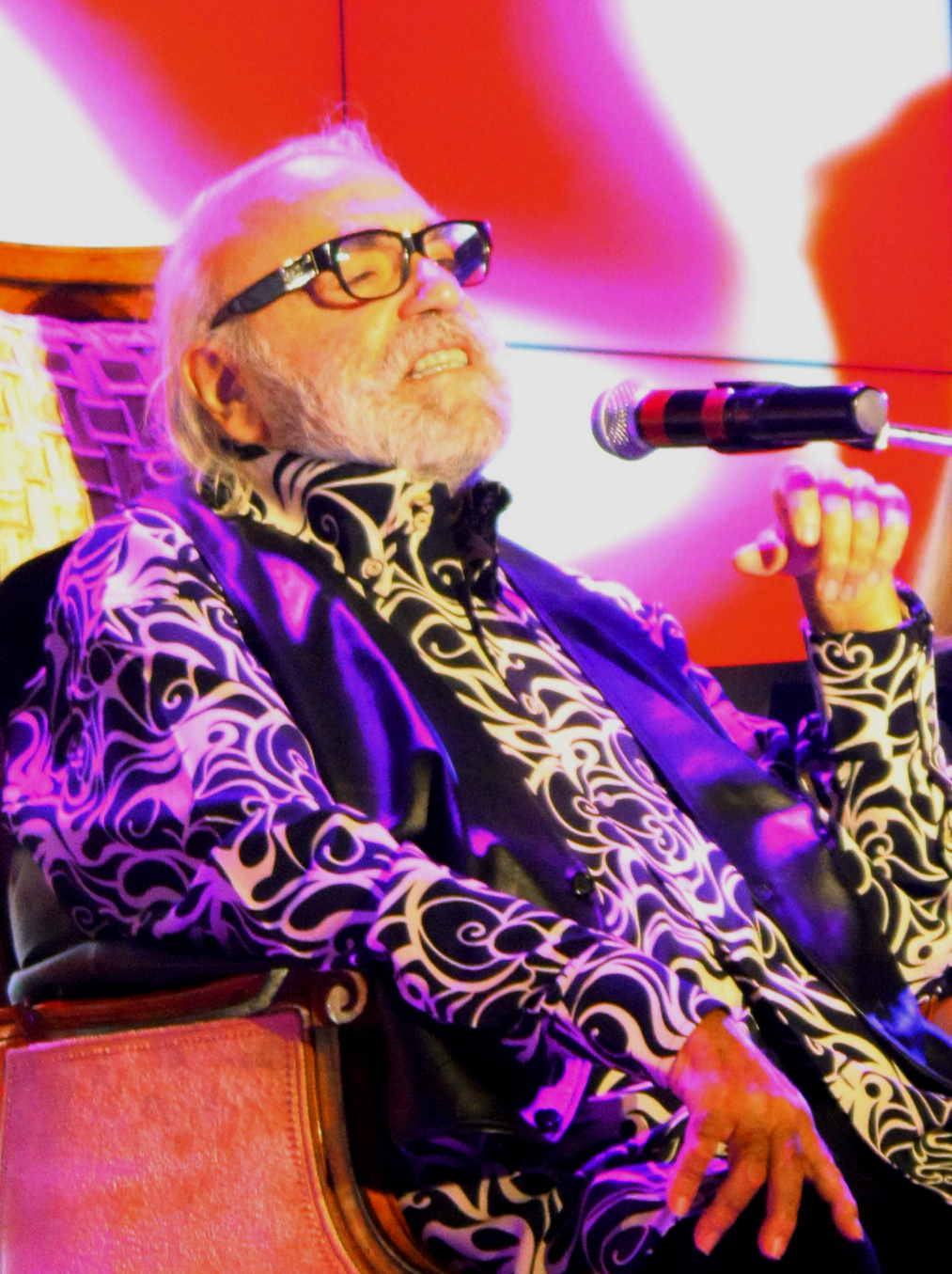
Demis Roussos – gwiazda Sopot Festival 1979 i 2006

## Edycje Sopot Festival i biorący w nich udział w konkursie lub zaproszeni artyści spoza Polski
| Edycja | Data                        | Artysta | Źródło |
| Gdańsk | Gdańsk                      | Gdańsk | Gdańsk |
| ------ | --------------------------- | --- | ------ |
| 1      | 25–27 sierpnia 1961         | Ralph Bendix, Silvano Bettazi, János Breitner, Nora Brockstedt, Helia Casanovas, Nadine Claire, Zoe Couroucli, Pauline Darrol, Inger Lindblath, Ritua Mustonen, Olga Nikolić, Nicolae Nițescu, Fred Perry, Jiří Přichystal, Jo Roland, Barbel Wachholz, Birthe Wilke | [ 1 ]  |
| 2      | 6–7 sierpnia 1962           | Isabelle Aubret, Emil Dymitrow, Anna Davis Mascelli, Birgit Falk, Fred Frohberg, Hana Hegerová, Ilona Hollos, Dinah Kaye Paul Kuhn, Peter Macroy, Gigi Marga, Ester Reichstadt, Herbert Renn, Lise Rollan, Marion Rung, Saga Sjoberg, Anita Traversi, Jaenne Yovanna, Anica Zuboić | [ 2 ]  |
| 3      | 15–16 sierpnia 1963         | Will Brandes, Jose Louis Caballero, Bobbi Carol, Judyta Cerowska, Edda Christen, Jacqueline Danno, Photios Demas, Isabella Fedeli, Jean -Pierre Ferland, Maria Koseva, Simone Langlois, Ragni Malmsten, Tamara Miansarowa, Ewa Mikesz, Lulu Porter, Franca di Rienzo, Iliana Rovina, Edwin Rutten, Raymonde Serverius, Ruxandra Stefanescu, Vice Vukov, Peter Wieland | [ 3 ]  |
| Sopot  |                             | |        |
| 4      | 6–12 sierpnia 1964          | Karel Gott, Alejandro Alagara, Elsa Bertuzzi, Frida Boccara, Lily Castel, Johnny Christian, Nandia Konstandopulu, Constantin Draghici, Alvarah Gomez, Laila Halme, Dušan Jakšić, Pauline Julien, Iosif Kobzon, René Kollo, Bärbel Luni, Margaretta Nikołowa, Roland Pitt, Jessy Rameik, Shirley, Anne Sylvestre, Joan Toliver, Yaffa Yarkoni | [ 4 ]  |
| 5      | 5 sierpnia 1965             | Serena D’Alba, Kyri Ambrus, Lucie Arnon, Wolf Aurich, Mahieddine Bentir, Conny Van Den Bos, Gil Caraman, Irma Carlon, Ina Caronne, Eduard Chil, Jacques Debronckart, Odile Ezdra, Hana Hegerová, Joel Holmes, Sven Jenssen, Ana Julia, Niki Kamba, Georgi Kordov, Maggie Land, Jo Leemans, Monique Leyrac, Per Lindquist, Lasse Martenson, Patsy Ann Noble, Gertrud Rahner, Kirsti Sparboe, Jean Turner | [ 5 ]  |
| 6      | 25–26 sierpnia 1966         | Lana Cantrell, Ronnie Tober, Lili Iwanowa, Ernesto Velazguez, Carola, Majda Sepe, Rudolf Schmidberger, Marianne Nilsson, Les Carlton, Angela Zilia, Narciso Parigi, Elena Burke, Torill Ravnaas, Wolfgang Sauer, Patricia Cahill, Jaromir Mayer, Maria Candido, József Németh, Sheila Southern, Jean Charles, Rachel, Renee Claude, Svend Asmussen, Gerry Wolff | [ 6 ]  |
| 7      | 17 sierpnia 1967            | Doina Badea, Chris Baldo, Gerda Bewrndorf, Gjuli Czocheli, Trea Dobbs, Jaqueline Dulac, Emilhenco, Nour Fawzi, Jorge Fernandez, Marianne Gesseney, Zafir Hadżimanov, Vern Harcourt, Laila Kinnunen, Janos Koos, Karin Kroog, Donald Lautrec, Pilar Moraguez, Mimi Nicolova, Dickie Rock, Sam Sander, Christel Schulze, Gertrud Spliid, Jannie Marden | [ 7 ]  |
| 8      | 24 sierpnia 1968            | Kyri Ambrus, Aurelian Andreascu, Tony Dallara, Rosita Fornes, Rex Gildo, Ingo Graf, Christine Lebail, Liesbeth List, Mauro Lusini, Djordie Marianowic, Maria Mitzewa, Peter y Sus Gitanos, Stephane Reggiani, Solidea, Aida Wiedliszcewa, Anita Traversi, Annarita Spinaci, Jean Claude Annox, Tamara Lund, Patsy Mac Lean, Joe Bugeja, Miki Nakasone, Anne Bushnel, Gabi Novak, Ela Gavlo, Margareta Paslaru, Francois Deguelt, Patricia, Edith Haas, Gitte Hænning, Romuald, Peter Horton, Salomé, Sam Sander, Kalinka, Bogdana Karadotcheva, Annarita Spinaci, Zsuzsa Koncz, Anita Traversi, Wiktor Wujaczicz                                                               | [ 8 ]  |
| 9      | 27 sierpnia 1969            | Klaus Dieter Henkler, Jaqueline Midinette, Dragan Stojnic, Nicole Josy, John Burness, Rita Hovink, Frankie Franken, Virginia Vee, Milan Babić, Lucio Dalla, Terez Harangoza, Michel, Anda Calugareanu, Raul Gomez, John Gittings, Helena Katri, Joe Harris, Gitte Kragh, Pat Lynch, Mary Merga, Pascal Normand, Lillian Askeland, Henri Tachan, Patsy MacLean, El Jilguero, Dagmar Frederic, Karel Blaha, Angela Deloni, Georg Monro, Senka Veletanlic, Jean Paunescu, Henri Seroka, Yordanka Christova, Henri Des, Gloria Simonetti, Ben Cramer, Conchita Bautista, György Korda, Lucia Altieri                                                                               | [ 9 ]  |
| 10     | 27 sierpnia 1970            | Farida, Walentin Bagłajenko, Gaby Berger, Christie, Luminita Dobrescu, Chris Dork & Frank Schobel, Manolo Escobar, Tamas Hacki & Ex Antiguis, The Hearts of Soul, Los Inkas, Philippe Lavil, Barry Noble, Pavel Novak, Los Papinas, Sandra, Tim Twinkelberry, Rosemarie Ambe, Emilia Markova, Odd Borre, Peggy March, Friday Brown, Marianne Mendt, Michel Buhler, Jaime Morey, Nicole Croisille, Guy Narboni, Robert Charlebois, Halina Nienasowa, Tapio Heinonen, Leonora Rego, Tonny Jeffrey, Tereza Kesovija, Rocky Shahan, Kerima, Doina Spataru, Jerry Williams, Marcela Lajferowa, Sarolta Zalatnay, D.C. Lewis                                                         | [ 10 ] |
| 11     | 26 sierpnia 1971            | Los Compaderes, Tom Jans, Rosalia, D. Frederic, S. Uhlenbrock, Los Conco Musicales, Michaea Mihai, Christian Anders, Matti i Teppo, Eddy Pascal, Reinchard Mey, Helana Katri, Pieśniary, Claude Colas, Bonnie St.Claire, Euson, Paul Connor, Jacke Lee, Claudio Baglioni, Vaclav Neckar, Tony Dallara, Angelica, Lenny Kuhr, Gerard Aubert, Maria Kordianu, Christyne Chartrand, Marisa, Pasza Christowa, Paul Moro, Clio Denarodou, Anne Karine Strom, Milan Drobny, Emile Ford, Angela Similea, Maria Farah, Chris Smither, Michel Fugain, Samantha, I George, Regina Thoss, Samantha Jones, Freya Weghofer, Jukka Kuoppamaki, Elda Viler, Su Kramer                         | [ 11 ] |
| 12     | 23 sierpnia 1972            | Nicole Josy, Hugo Sigal, Ralph Anderson, Joana, Manuel, Andeane, Orera, Martha i Tena, Ireen Sheer, Miluška Voborníková, Frank Schobel, Holger Mussener, Jordanka Christova, Christian Platov, Jean Claude Allora, Leon de Graaff, Miki Horiuchi, Nino Sanchez, Jaques Herb, George Enache, Lea Laven, Bojan Ivanov, Peter Maffay, Eva Mazikova, Rita Oksanen, Eva Killulat, Dida Dragan, Terrys Hrysson, Veronique Muller, Dolores Vargas, Marianne Kock, Andeane, Warren Schatz, Freydoun Forokhzad, Hector Cabrera, Akemi Fujii, Zorán Sztevanovity, Milka Cakarun, Louisa Jane White, Claude Lebeillee, Noris de Stefani, Sylva Balassanian, Lew Leszczenko, Uschi Bruning | [ 12 ] |
| 13     | 21–22 sierpnia 1973         | Helena Vondráčková, Danyel Gerard, Walentin Bagłajenko, Waterloo i Robinson, Debbie, Borys Godżunov, Norma Hendy, Oscar Benton, Sharif Dean, Albert West, Inga i Wolf, Joe Mendelson, Phoenix, Ingjerd Helen i „Firebeats”, Roberto Luti, Paivi Paunu, Patrizia Desi, Lucy Paule, Locomotiv GT, Đorđi Peruzović, Rica Sand, Anatolij Korolew, Kola Beldy, Eson Kandow, Henri Seroka Jana Kocianová, Hana Ulrychová, Olsen Brothers, Jukka Kuoppamaki, Tony Craig, Alekis Anastassiadis, Marie Rottrová i Flamingo, Monika Hauff i Klaus Dieter | [ 13 ] |
| 14     | 21–22 sierpnia 1974         | Tamara Kucera, Gerd-Michaels, Midle of the Road, Elizabeth de Gracia, Andreas Hauff, Christo Kidikow, Elpida Grecaj, Chris Montez, Scafell Pike, Eva-Maria, Cherrie Vangelder-Smith, Marina Voica, Marion Rung, Corvina, Joe Cuddy, Radojka Šverko, Akira Fuse, Susha, Mike Storey, Siergiej Zacharow, Sofia Rotaru, Nijole Szczjukajtje, Karol Duchoń, Martha i Tena, Fraser & DeBolt, Euson, Daniel Velásquez, Paintbox, Pavel Bartoň, Anne Karin, Hans-Jürgen Beyer | [ 14 ] |
| 15     | 20–21 sierpnia 1975         | Karel Gott, Francoise Pascal, Barry Ryan, Bobby Solo, Dida Dragan, Marian Ramos, Frank Schobel, Pepita, Regina Thoss, Kirka, Donika Wenkowa, Glenn Weston, Betty Dorsey, Karel Cerrnoch, Raisa Marktczjan, Goldie Ens, Lenita, Sandro Giacobbe, Gilla, Diane Marchal, Puhdys, Jaak Joala, Christine, Sammy Clark, Beatriz Márquez, Pavlo Hammel, Corina Chiriac, Koich Ise, Věra Špinarová, Marboo, Ludmiła Senczina | [ 15 ] |
| 16     | 25–26 sierpnia 1976         | Ałła Pugaczowa, Alvin Strardust, Albert West, Katia Filipowa, Kisu, Irina Ponarowska, Skorpió, Veronika Fischer, Cornel Constantiniu, Emmanuel, Bumbiere-Lapczenok, John Dawson Read, Karel Zich, Mark Wolloams, Peter Albert, Nicole Mery, Valdy, Jean Yves Lievaux, Joan Orleans, Gienadij Bojka, Veronika Fischer, Nicole Mery, Mark Williams, Neco, Karel Zich, Danny Rhoder, Irina Ponarowska, Michel Kricorian | [ 16 ] |
| 17     | 26 sierpnia 1977            | Helena Vondráčková, Kati és a Kerek Perec, Roza Rymbajewa, Biser Kirow, Farah María, Kati Kovács, Nubes Grises, Lili Iwanowa, Jiří Korn, Kirka, José Vélez, Oliver Dragojević, Louis Pedro Ferrer, Frank Schöbel, Kreis, Andreas Hauff, Lips, Enriqué, Serge Mazzere, Maria Christina Martinez, Greta and Malou, Erol Evgin, Ayla Algan, Nikołaj Sołowiow, Peggy March, Marie Myriam, Linda Lewis, The Ritchie Family | [ 17 ] |
| 18     | 24 sierpnia 1978            | The Temptations, Drupi, Ałła Pugaczowa, Helena Vondráčková, Ann Michel, Yoshiko Kimura, RCA Victor, Roksana Babajan, Bonbon, Maggie Ryder, Dream Express, Remy Saint – Marin, Robert end Tzina, Zespół „Wir”, Rory Glock, Randolf Rose, Pablo Santa Maria, Domino, 4PS, Michaela Oancea, Tonika, Václav Neckář, Decibel Disneyland, Rory Glock, Chrysalis, Randolf Rose, Ikaros, Louise Forestier, Juan Erasmo Mochi, Dagmar Frederic, Pussycat, Lew Lewczenko | [ 18 ] |
| 19     | 24 sierpnia 1979            | Boney M., Demis Roussos, Ałła Pugaczowa, Art Sullivan, Black Lace, Margarita Chranowa, Maruca, Bob Van Dyke, Christy Caro, Greger, Ted Gardestad, Brian Champman, Patti Boulaye, Bessy, Gaby Lang, Petra Janu, Pierre Rapsat, Gabriela Schaaf, Stefka Berowa i Jordan Marczinkow, Mirabela Dauer, Lenka Filipova, Zsuzsa Cserháti, Ritva Oksanen, Jaak Joala, Red de San Luis, Michael Hansen & Nancies, Annia Linares, Chems, Billie Davis, Grace Kennedy | [ 19 ] |
| 20     | 20–22 sierpnia 1980         | Gloria Gaynor, Petula Clark, You & I, Cwetan Pankow, Jigsaw, Jessika, Holger Biege, Dimpol, Jimmy Lawton, Jokho Maeno, Jean Francois Doll, Maria Luisa Rabago, Andy Adams, V’Moto-Rock, Mirdza Zivere & Stasa Namina, Paulo de Carvalho, Marika Gombitová, Gloria, Nikolai Gnatiuk, Marion Rung, Wasił Najdenow, Neca Falk, Corina Chiriac, Nadieżda Czepraga, Margriet Markerink, Osvaldo Rodríguez, Regards, Klári Katona, Ute Freudenberg | [ 20 ] |
| 21     | 15–16 sierpnia 1984         | Charles Aznavour, Joe Bourne, Nelly Rangelowa, Lux, Eva Maria Pickert, Belle and the Devolutions, Mirta Medina, The Shorts, The Twins, Dolly Roll, Spence, Snježana Naumovska, Alfredo Rodríguez, Jeanett, Stanislav Hložek i Petr Kotvald, Danny King, Marco Antonelli, Baden-Baden, Co Co York, Bayzo, Coşkun Demir, Bernadett, Viktória Eszményi, The Boppers, Al Bruno, Júlia Hečková, Martine Caron, Bianca Ionescu, Tapani Kansa, Kaz, Alain Turban, Anne Veski, Hana Zagorova | [ 21 ] |
| 22     | 21–28 sierpnia 1985         | Shirley Bassey, Bobbysocks, Anne Veski, Miroslav Zbirk, Vokalis, Classix Nouveaux & Sal Solo, Donato Poved, Secret Service, Bayzo, Iron Horse, Coincidence, Herrey’s, Domino, Ice Band, Katrin Lindner, Katia Surżikowa, Hans Vermuelen, Dorota, Dana Giillespie, Krasimir Giułmezow, Marcelina, Mayumi Ichihara, Claire Hamill, Xiomara Laugart, Katrin Lindner, Diana Gillespie, Hans Vermuelen, Karol Konarik, Kaija Koo, Paul Monte, Bayzo, Marcela Kralova, Jacqui, Cornelia Pop | [ 22 ] |
| 23     | 20–23 sierpnia 1986         | Bonnie Tyler, Bad Boys Blue, Karel Gott, Hanne Boel, Dan Tillberg, Jitka Zelenkova, Miklós Varga, The Monroes, Kristina Dimitrova, Alan Roy Scott, Stern Meissen, Anabel Lopez, Robbie Krupski, Pernila Walhgren, Mara Getz, Francie Conway, Irina Otiewa, Milk & Coffee, Shigeru Matsuzaki | [ 23 ] |
| 24     | 19–21 sierpnia 1987         | Gazebo, Walerij Leontiew, Mara Getz, Allan Mortensen, Marina Kapuro, Double Take, Heidi Janku, Alan Michael, Viki and Flirt, Francesco Napoli, Petra Zieger, Spyder Sympson, Meri Di, Gassan Rahbani, Roumiana Koceva, Hart Rouge, Brenda Hale, Maywood, Awtograf, Angie Dylan, Wei Wei, Italian Sound, Donna Freeman, Style | [ 24 ] |
| 25     | 17–19 sierpnia 1988         | Kim Wilde, Sabrina, Kenny James, Penny Pavlakis, Ines Paulke, Carole Sakr, Maggie Carles, Zoe, Allan Stewart, Robert Eguso, Les Porte Mentaux, Zhang Qiang, Walentyna Lechkostupowa | [ 25 ] |
| 26     | 17–18 sierpnia 1989         | Blue System, Savage, C.C. Catch, Turecki Zespół Folklorystyczny, Erascure, Victor Lazlo, Curiosity Killed The Cat, Plavi orkestar, Tasha, Kayahan, Barbara Cassy, Ralf Schmidt, All Quiet, Tania, Sadie Nine, Bai Bang, Falcon, Raimunda Navaro, Hubbe Algovik, Say Say, Lian Ross, Zora Jandova, Marusha, Igor Demarin, Chen Rujia, Doron Mazar, Reggie, Dance with a stranger | [ 26 ] |
| 27     | 17 sierpnia 1990            | Ronnie Hawkins, Victor Lazlo, Duo Datz, Curiosity Killed The Cat, Erasure, Domino Blue One, Sprint, West’n East Men, Kimberly, Twice Nice, Dafna Dekel, The Devils, Roy Silvers, Universe, Group GP, Kelly James, Anita, Saarah Wu, Julia De Lane, The Yemoto | [ 27 ] |
| 28     | 23–24 sierpnia 1991         | Dannii Minogue, Alison Moyet, Deacon Blue, Johnny Hates Jazz, Hue&Cry OMD, Technotronic Bros, Erasure Jimmy Somerville, New Moon, Mynie Grove, Sándor Sasvári, Sweet Deam, Etta Scollo, Marc Berichi, Glory, Godwin Egwutau, Uffe, Dream Police, Tamerlane, Randy Koppa, 2 Lips 3, Patty Burns, Tangram, Markus Ruger, Ovidijus Vyšniauskas, Bertha Alicja, Hulya&Uzen, Anabela, Sholomit Ahron | [ 28 ] |
| 29     | 27 sierpnia 1992            | Marillion, Bobby Kimball, Katia Yakowliewa, Kim Wilde, Sonia Askin, Nur Yengi, Robert Page, Aces of Paradise, Dżowani, Aleksander Bondar i Staryj Primus Dżowani, Marco Pascoli, Aleksander Nazarow, Walentin Smirnow, I Grupa Wiersija, Jorge Ortega, Andriej Chlestow, Murphy Law, Minaton, Giorgio Faelli, Money Factor, Thomas Lang, Shane, The Keating Brothers, Virginia Creeps, Mark Andrews, Ivelina Balcheva, Vilperi Heirs, Billy Page, Olga Rajecka, Jimmy von Posen, Ercument Vural & Melis Gokmen, Philipe Laumont | [ 29 ] |
| 30     | 27 sierpnia 1993            | La Toya Jackson, Odis, Arina, Boney M., Tina, Helena Vondráčková, Jiří Korn, Mara Getz | [ 30 ] |
| 31     | 26 sierpnia 1994            | Beverley Craven, Paul Young, Niral Unsal, Maris Vitols, Lou Zhongxu, Nadia, Dana Smith, Belsonic Sound,BB Bugallo, Bulat Abdiahmetow, Marcela Molnarova, Sneakers Jam, Carina Jaarnek, Noel Natalie Bishop, Suzanne Palmer, Farida | [ 31 ] |
| 32     | 25 sierpnia 1995            | Annie Lennox, Chuck Berry, Vanessa-Mae, Thomas Barquee, Ilona, Barbara Dex, Nice Little Penguins, Friderika, Paris Klingberg, Joni Madden | [ 32 ] |
| 33     | 22–24 sierpnia 1996         | The Kelly Family, Vaya Con Dios, Deep Forest, La Bouche | [ 33 ] |
| 34     | 22 sierpnia 1997            | Boyz II Men, Katrina and the Waves, Alphaville, Total Touch, Naimee Coleman, Alexia, C-Block, Khadja Nin, Secret Garden | [ 34 ] |
| 35     | 21 sierpnia 1998            | The Corrs, Chris Rea, Tanita Tikaram, Ace of Base, Era, Rene Andersen, Alex Baroni, Nighthawks at The Diner, Cultured Pearls | [ 35 ] |
| 36     | 20–22 sierpnia 1999         | Whitney Houston, Lionel Richie, Altan, A-Teens, Enrique Morente Flamenco, Farlanders, Jose Angel Hevia, Taraf de Haidouks, Va Rttina, The Bulgarian Voices „Angelite”, Goran Bregović | [ 36 ] |
| 37     | 18–19 sierpnia 2000         | Bryan Adams, Texas, Loona, Al Bano, Toto Cutugno, Drupi, Matia Bazar, I Santo California, Helena Vondračkova, Alabina, Khaled, La Vieja Trova Santiaguera, Máire Brennan, Pili-pili & Phikelela Sakhula Choir, Sezen Aksu, Afro-Cuban All Stars | [ 37 ] |
| 38     | 24–25 sierpnia 2001         | Ub 40, Alsou, Goran Bregović, Sertab, Vera Bila, Hevia, Natacha Atlas, Ferenc Sebő, Lou Bega | [ 38 ] |
| 39     | 23–24 sierpnia 2002         | Garou, Zucchero, Chico & The Gypsies, I Murvini | [ 39 ] |
| 40     | 22–23 sierpnia 2003         | Ricky Martin, Gotan Project | [ 40 ] |
| 41     | 20–21 sierpnia 2004         | Patricia Kaas, Kate Ryan, In-Grid | [ 41 ] |
| 42     | 2–4 września 2005           | Simply Red, Scorpions, Gordon Haskell, Lemar, Patrizio Buanne | [ 42 ] |
| 43     | 1–3 września 2006           | Elton John, Katie Melua, Arash, Brainstorm, Andreas Johnson, Mattafix, Elena Paparizou, Vanilla Ninja, Helena Vondráčková, Drupi, Karel Gott, Demis Roussos | [ 43 ] |
| 44     | 31 sierpnia–2 września 2007 | Norah Jones, MWORD, September, Thierry Amiel, Monrose, The Cloud Room, Emmanuel Moire, Sophie Ellis-Bextor, Gloria Gaynor, Village People, Hot Chocolate, Kool & The Gang, Sister Sledge | [ 44 ] |
| 45     | 23–24 sierpnia 2008         | Shakin’ Stevens, Sandra, Samantha Fox, Limahl wraz z Kajagoogoo, Sabrina, Kim Wilde, Thomas Anders z Modern Talking, Rusłana, Danny, Velvet, Matt Pokora, Oh Laura, Måns Zelmerlöw | [ 45 ] |
| 46     | 22–23 sierpnia 2009         | Josef Hedinger, Verona, Gabriela Cilmi, E.M.D., Ola, Oceana | [ 46 ] |
| 47     | 24–25 sierpnia 2012         | Eric Saade, Marija Ilijewa, Gerard Lenorman, Ot Vinta, Outloudz, Takács Nikolas, Alban Skenderaj, Tony Carreira, Mugison, Musiqq, Sel, Gotthard, Maksim, The Beat Fleet | [ 47 ] |
| 48     | 23–24 sierpnia 2013         | Belinda Carlisle, Rick Astley, Helena Vondráčková, Rui Carlos Ferreira, DJ BoBo, Arash, Stereolizza, Sharon Doorson, Arash & Helena, Kamaliya, Beata Fesser, Loreen, Imany, Rea Garvey, Amy Macdonald, Nabiha, Caro Emerald, Peter Bič Project, Yannick Bovy, Krista Siegfrids, PeR, Besa, Opus | [ 48 ] |
| 49     | 22–23 sierpnia 2014         | Dr. Alban, Garou, Vengaboys, Oceana, Mario Bischin, Remady & Manu-L, Elaiza | [ 49 ] |
| 50     | 21 sierpnia 2015            | Brak artystów spoza Polski | [ 50 ] |
| 51     | 18–20 sierpnia 2017         | Maria Mathea, Rey Ceballo | [ 51 ] |
| 52     | 14–16 sierpnia 2018         | Anastacia, Aloe Blacc, James Arthur, Beverley Craven, Sunrise Avenue, Alexandra Stan, Toploader, Nico Santos, Mihail, Ten Sharp, Fun Factory, Londonbeat, Opus | [ 52 ] |
| 53     | 13–16 sierpnia 2019         | Maggie Reilly, Bonnie Tyler, Katrina, Ottawan, Jennifer Paige, Glass Tiger, John Parr, Duncan Laurence, Christopher, Luca Hänni, Lake Malawi, Frans, Alma, Diana King | [ 53 ] |
| 54     | 17–19 sierpnia 2021         | Brak artystów spoza Polski | [ 54 ] |
| 55     | 16–19 sierpnia 2022         | Loren Allred, BeMy | [ 55 ] |
| 56     | 21– 24 sierpnia 2023        | Adan Foyer | [ 56 ] |
| 57     | 19 – 22 sierpnia 2024       | Brak artystów spoza Polski | [ 57 ] |
| 58     | 18 – 21 sierpnia 2025       | Katrina and the Waves, Helena Vondráčková, Frans | [ 58 ] |